# Śródmieście (Rybnik)
Śródmieście – centralna dzielnica Rybnika. Liczba mieszkańców ok. 7366. Przeważają kamienice 
przedwojenne.
W śródmieściu znajdują się:
- Rynek Starego Miasta,
  - Budynek ratusza z pierwszej połowy XIX wieku, obecnie siedziba Muzeum w Rybniku
- Bazylika św. Antoniego,
- Dawny książęcy zamek piastowski z XII wieku, obecnie siedziba Sądu,
- Kościół Matki Boskiej Bolesnej,
- Kościół ewangelicko-augsburski,
- Zespół Szpitalny św. Juliusza,
- Teatr Ziemi Rybnickiej,
- Biblioteka Miejska,
- Plac Wolności

5 września 2007 w pobliżu rynku otworzona została galeria Focus Park.
Przewodniczący Rady Dzielnicy: Władysław Filipiak

Przewodniczący Zarządu Dzielnicy: Józef Gawliczek

## Galeria

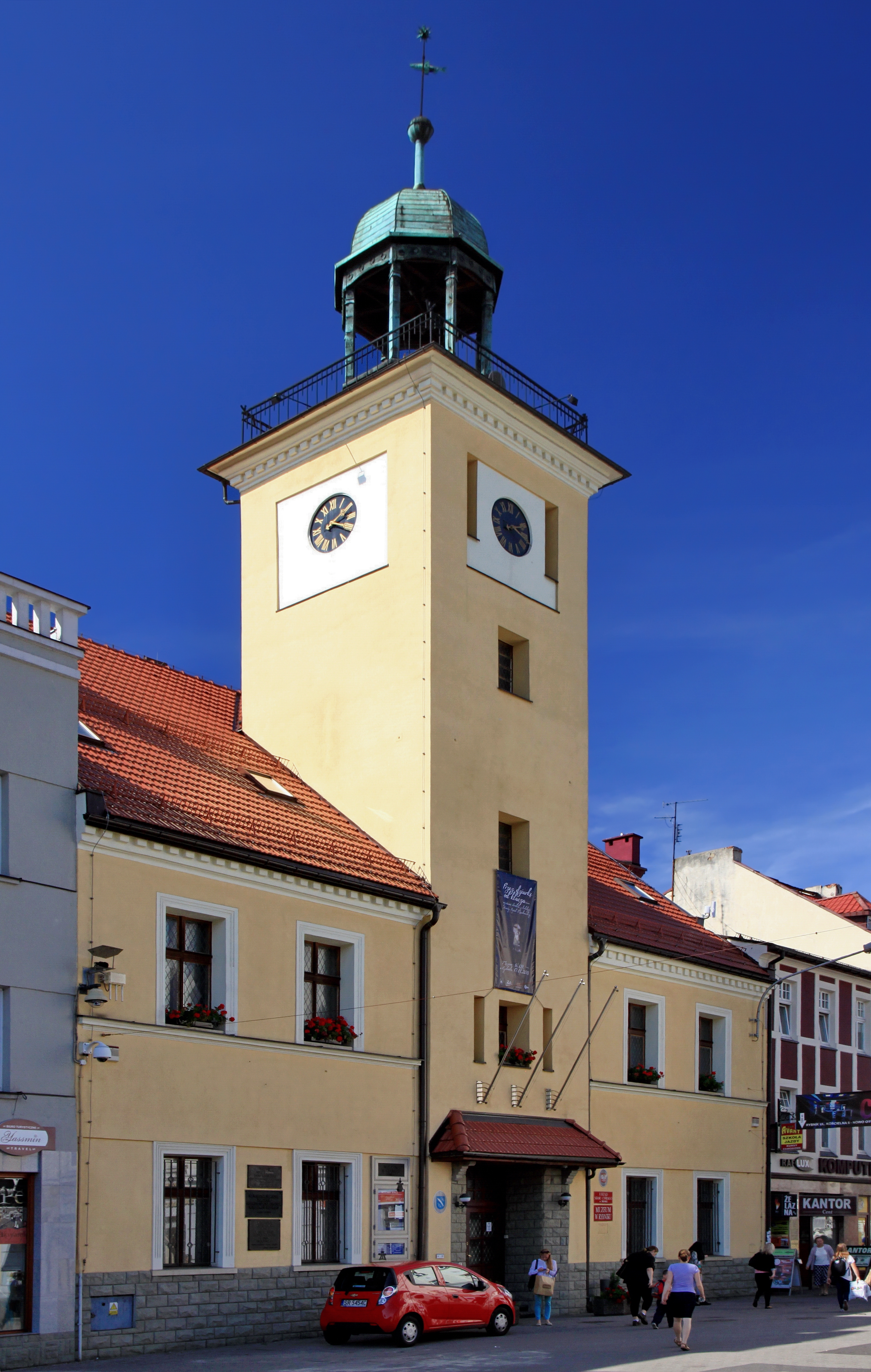
Budynek dawnego ratusza, obecnie Muzeum Miejskie
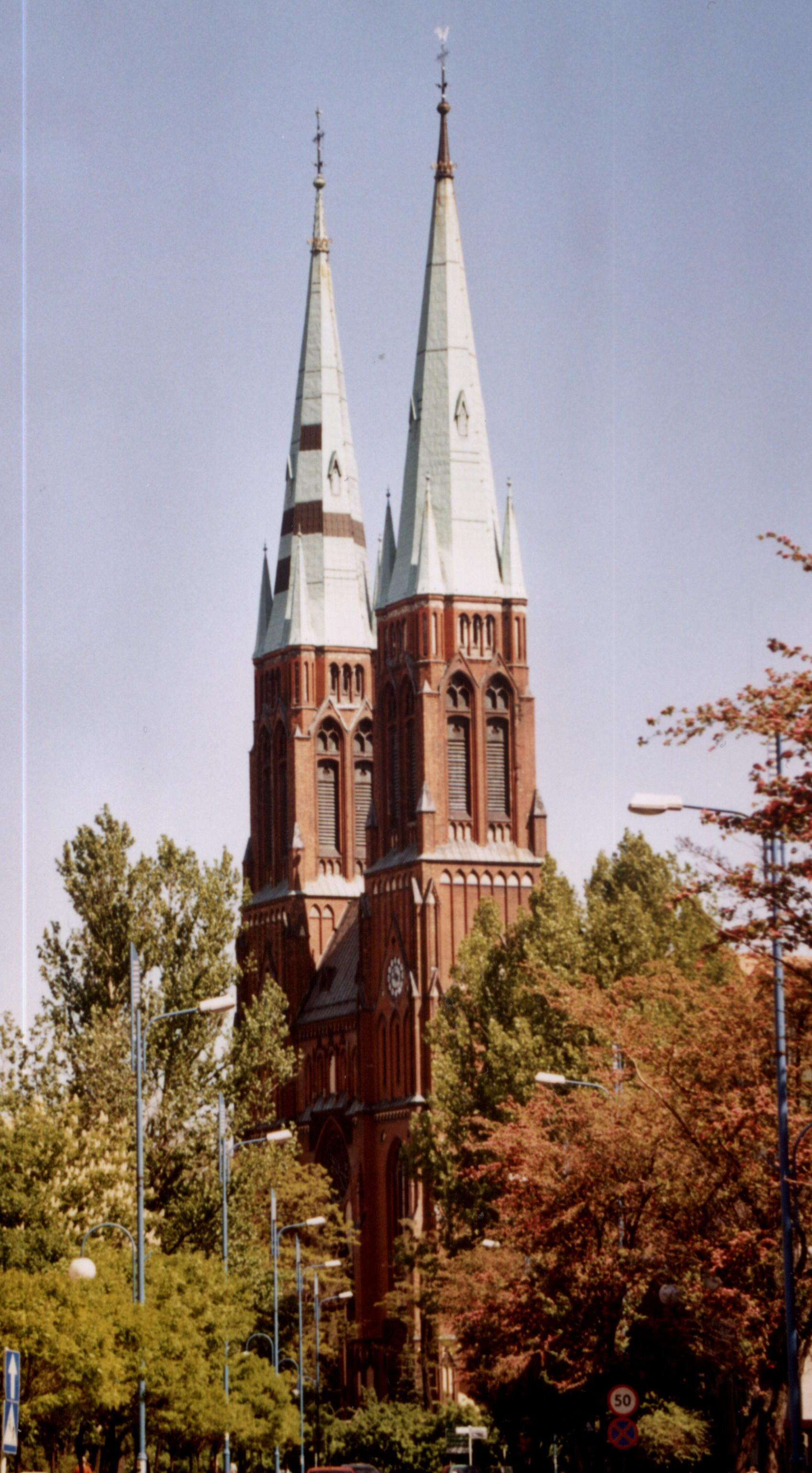
Bazylika
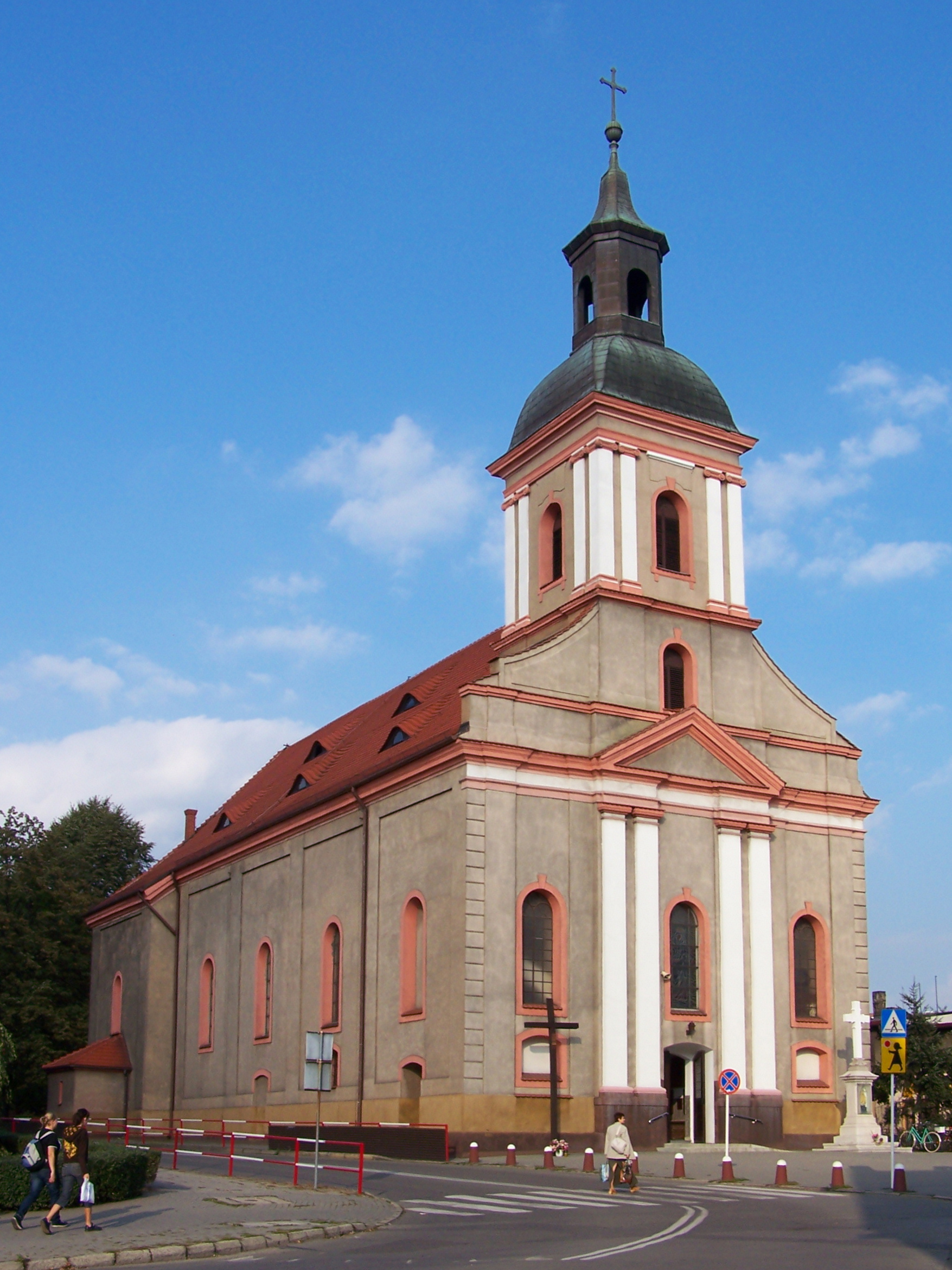
Kościół Matki Boskiej Bolesnej
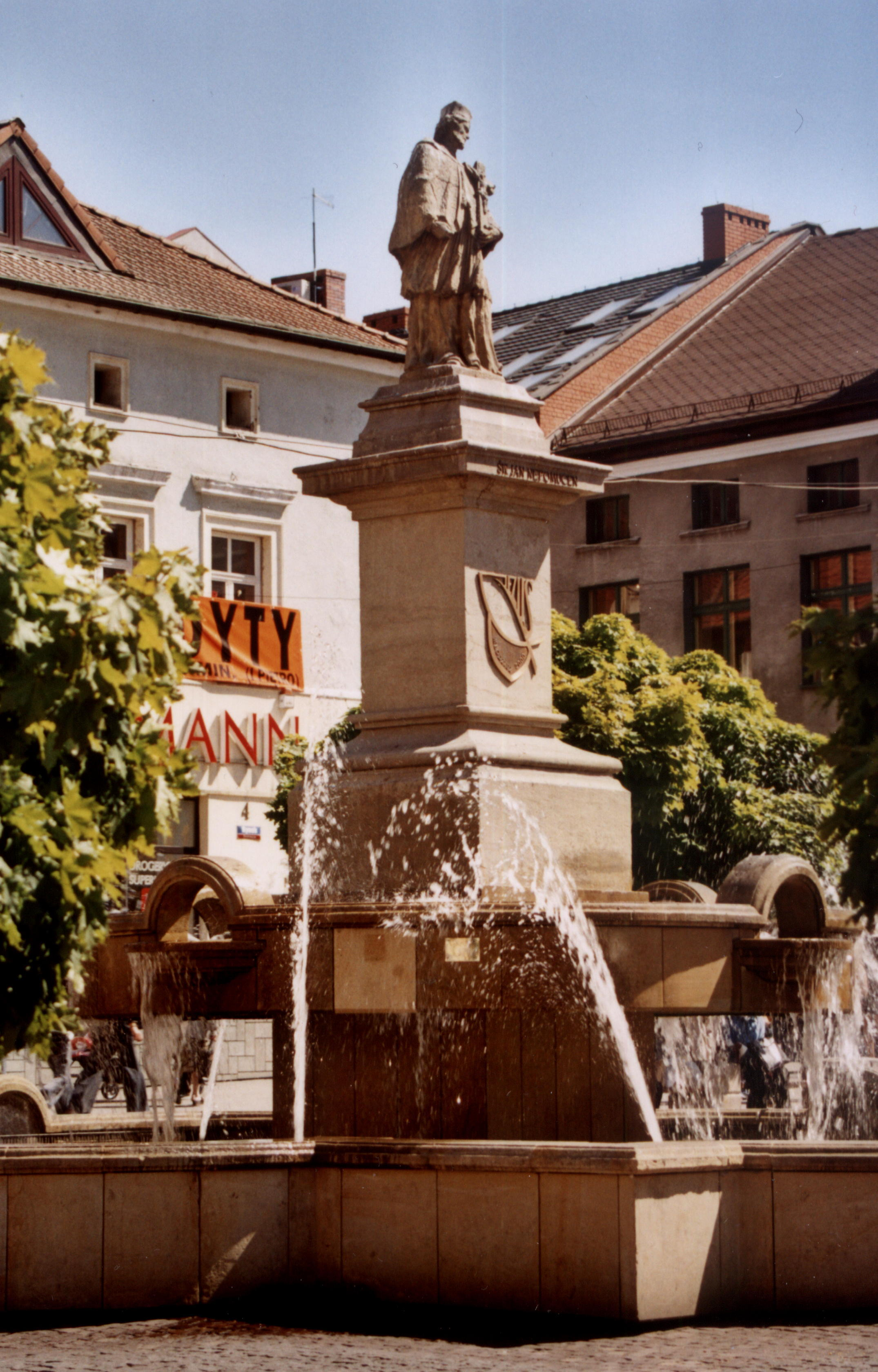
Fontanna z pomnikiem św. Jana Nepomucena
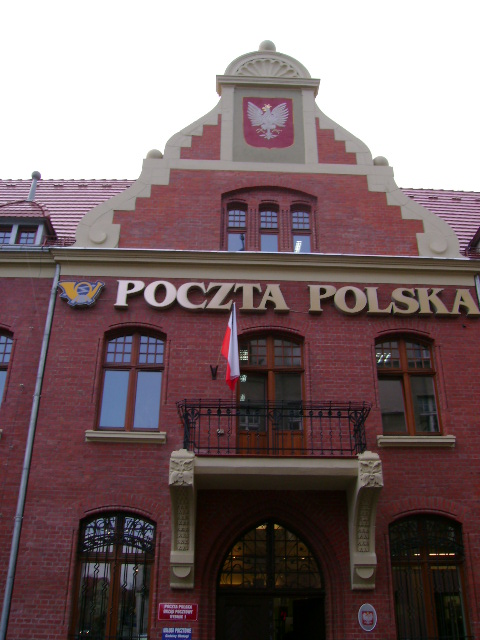
Budynek poczty głównej
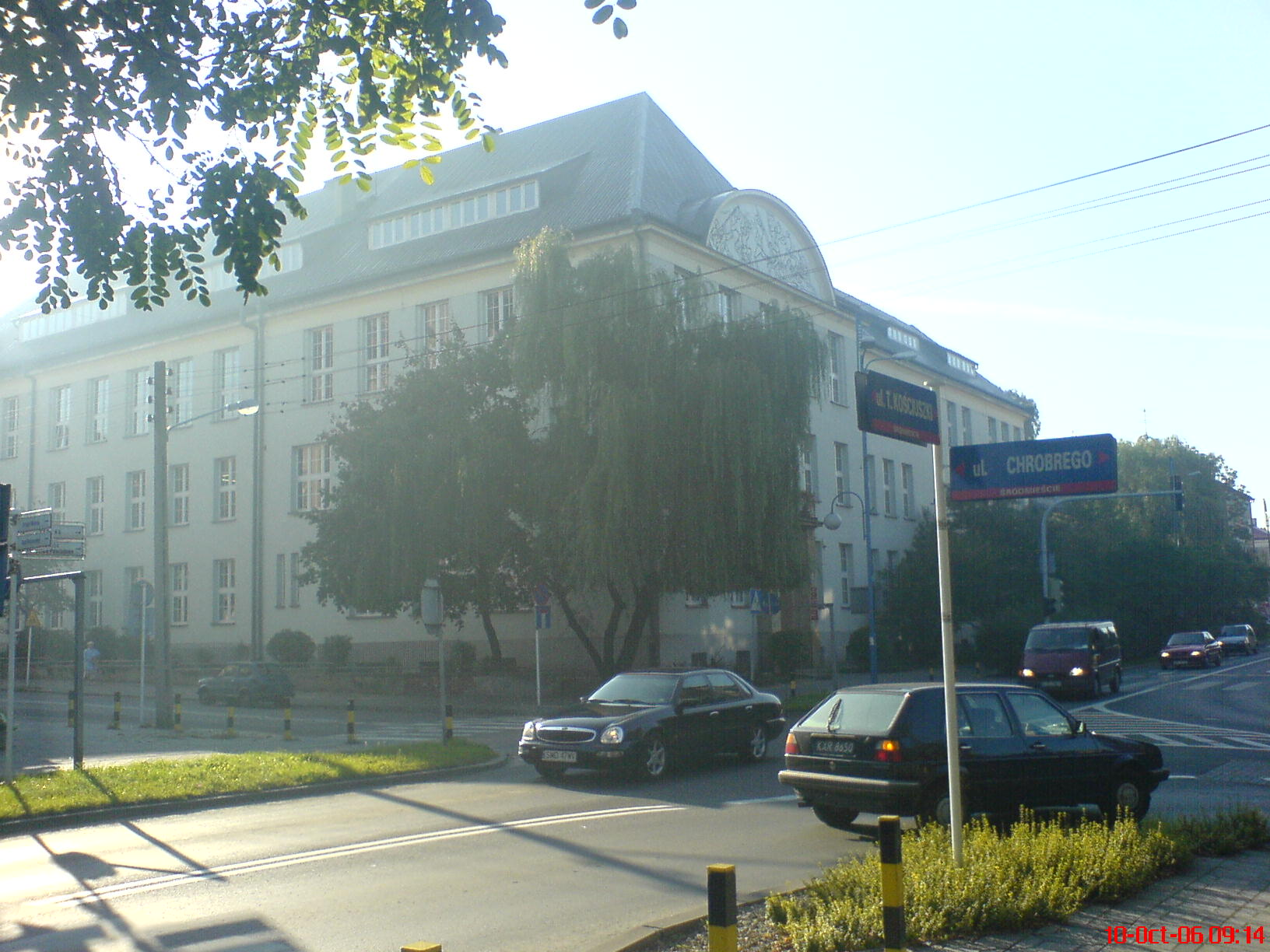
ILO im. Powstańców Śl.
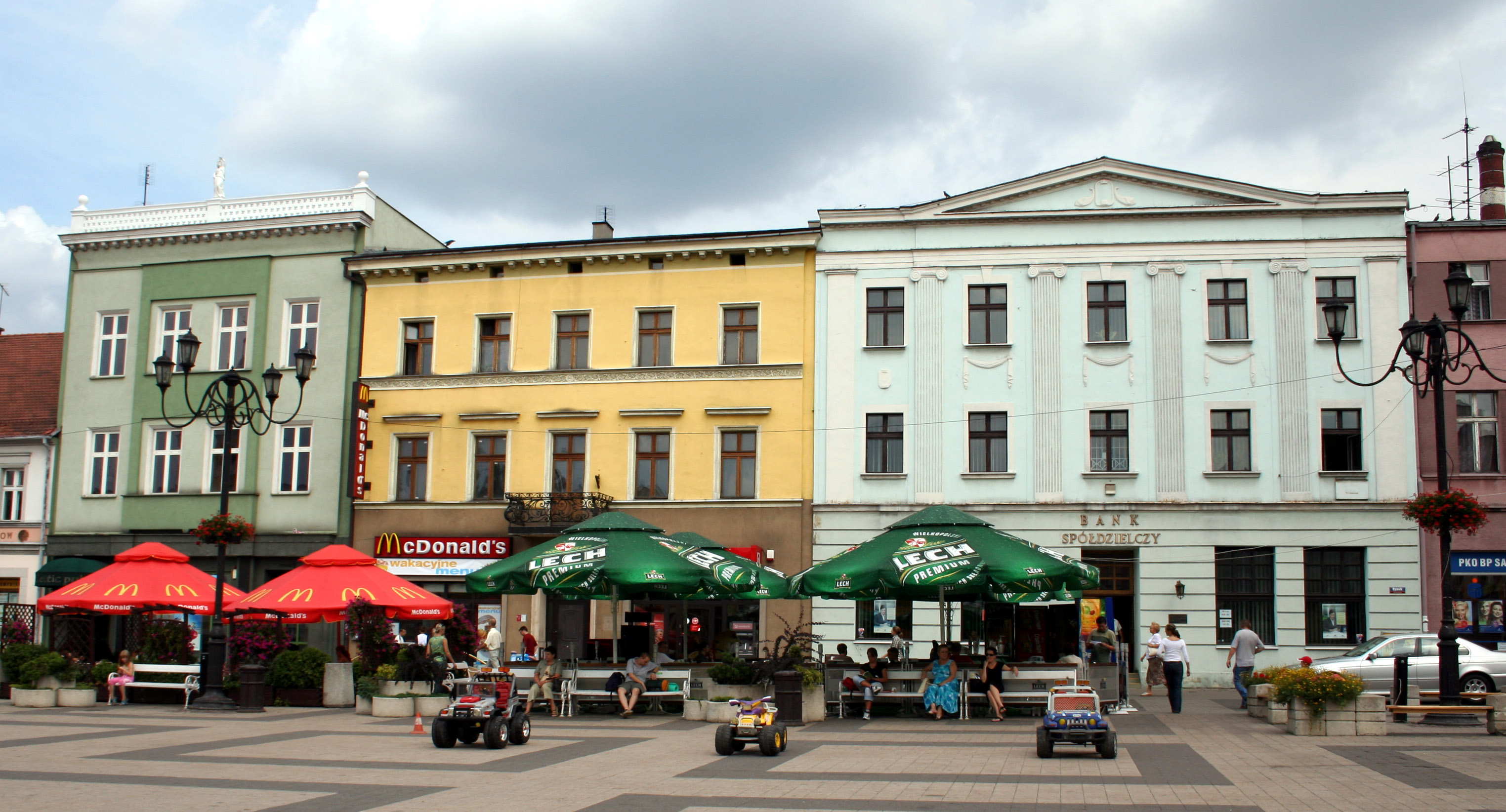
Kamienice na rynku
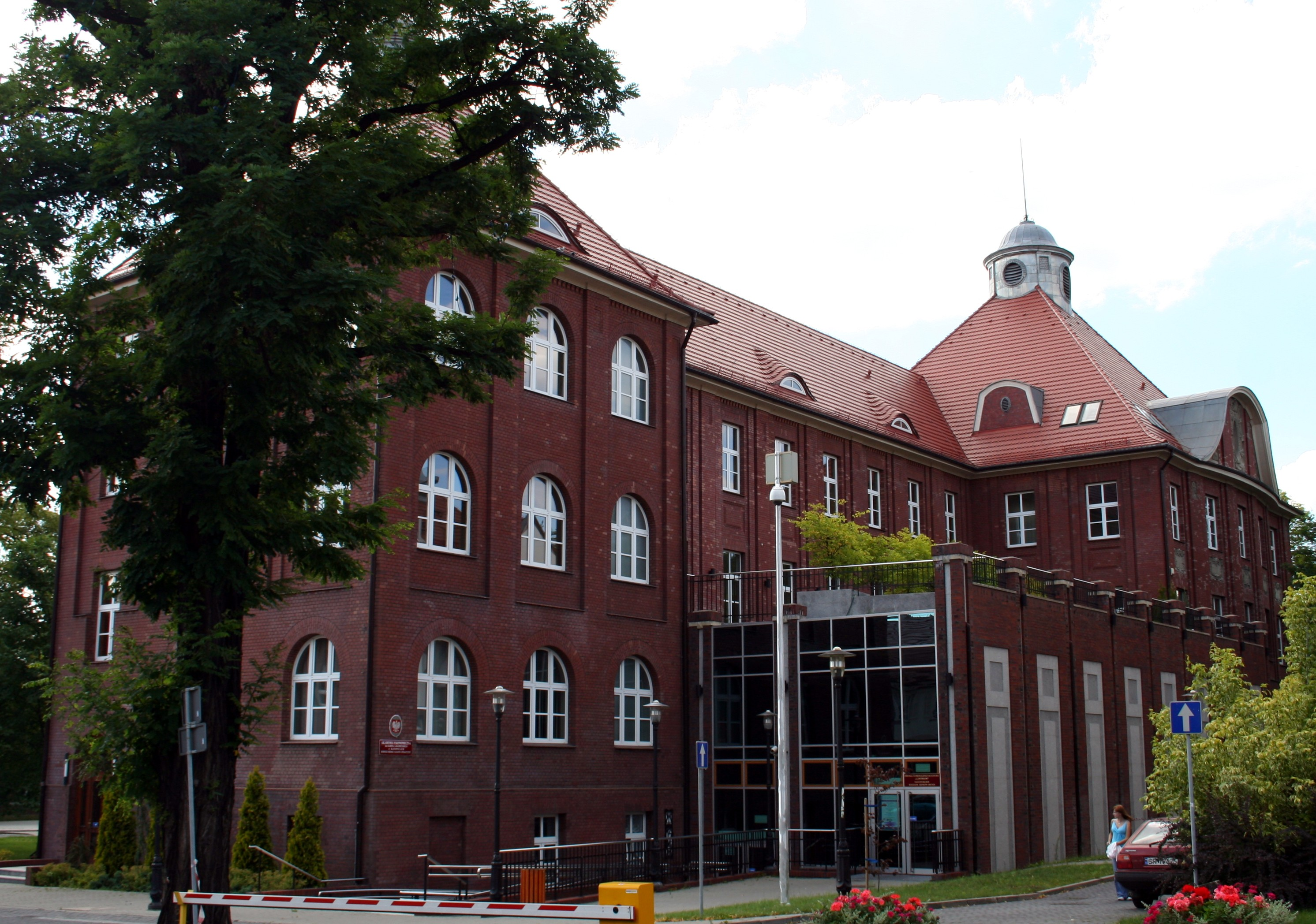
Zespół szkół wyższych
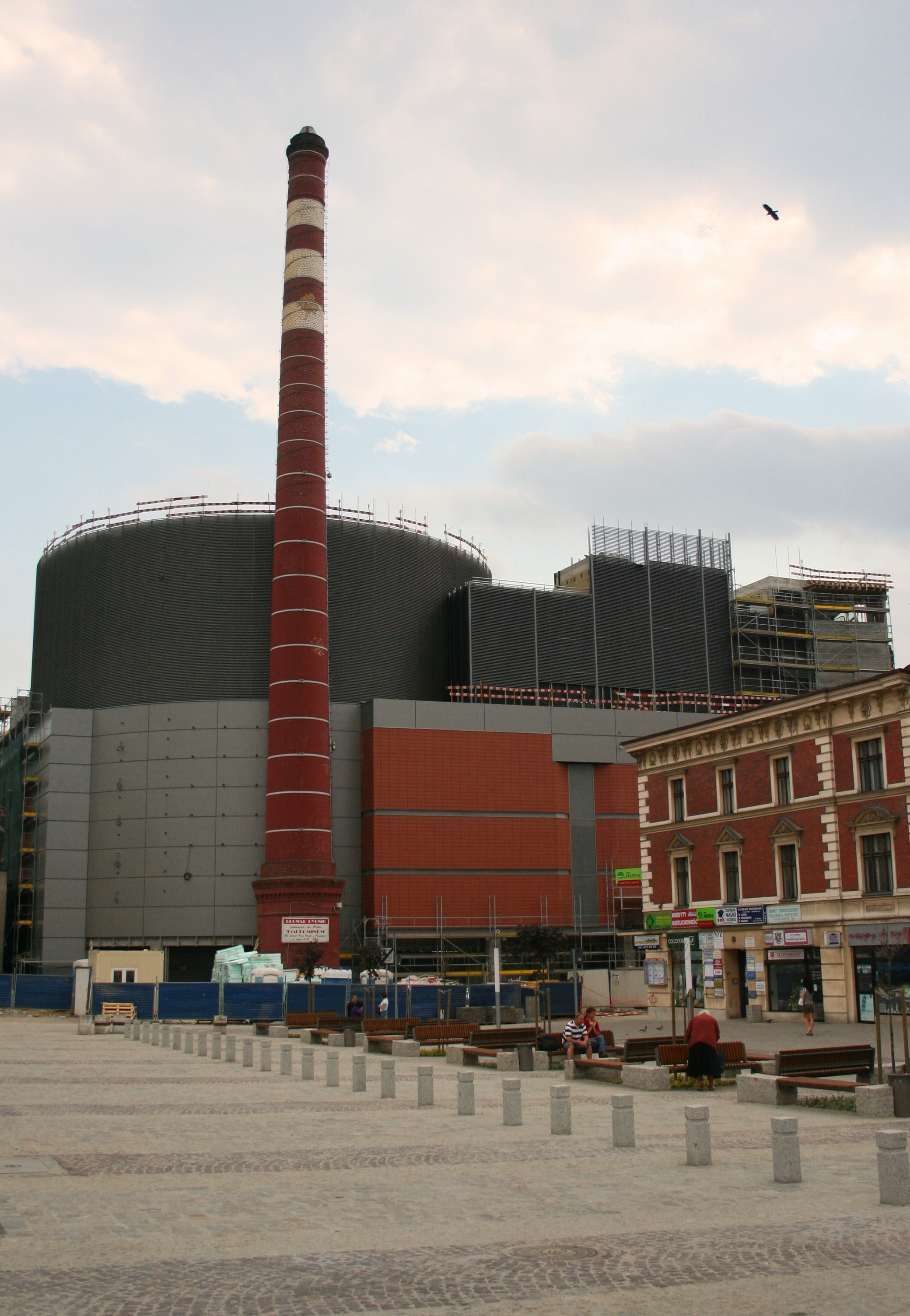
C.H-R Focus Park (w budowie)
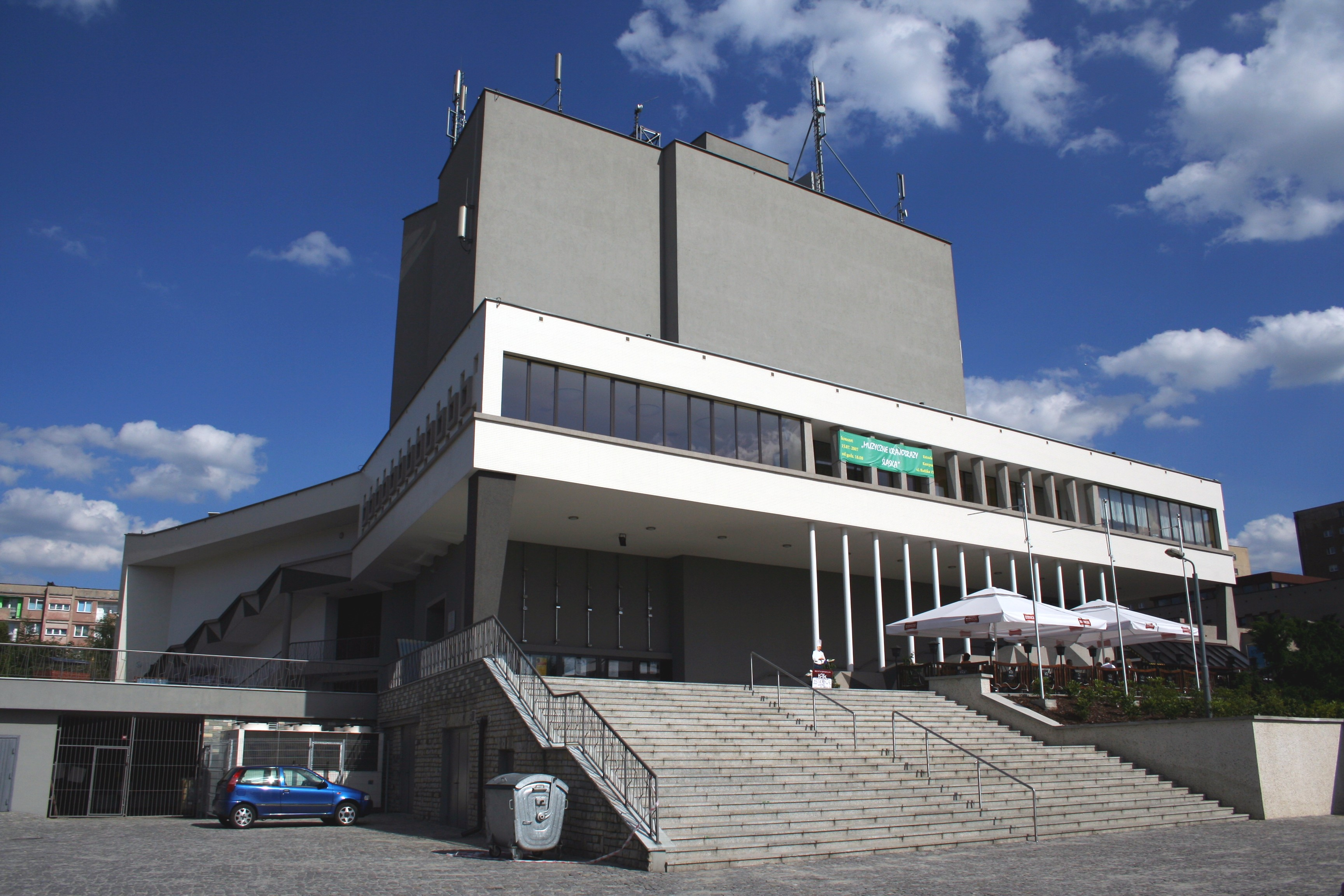
Teatr Ziemi Rybnickiej
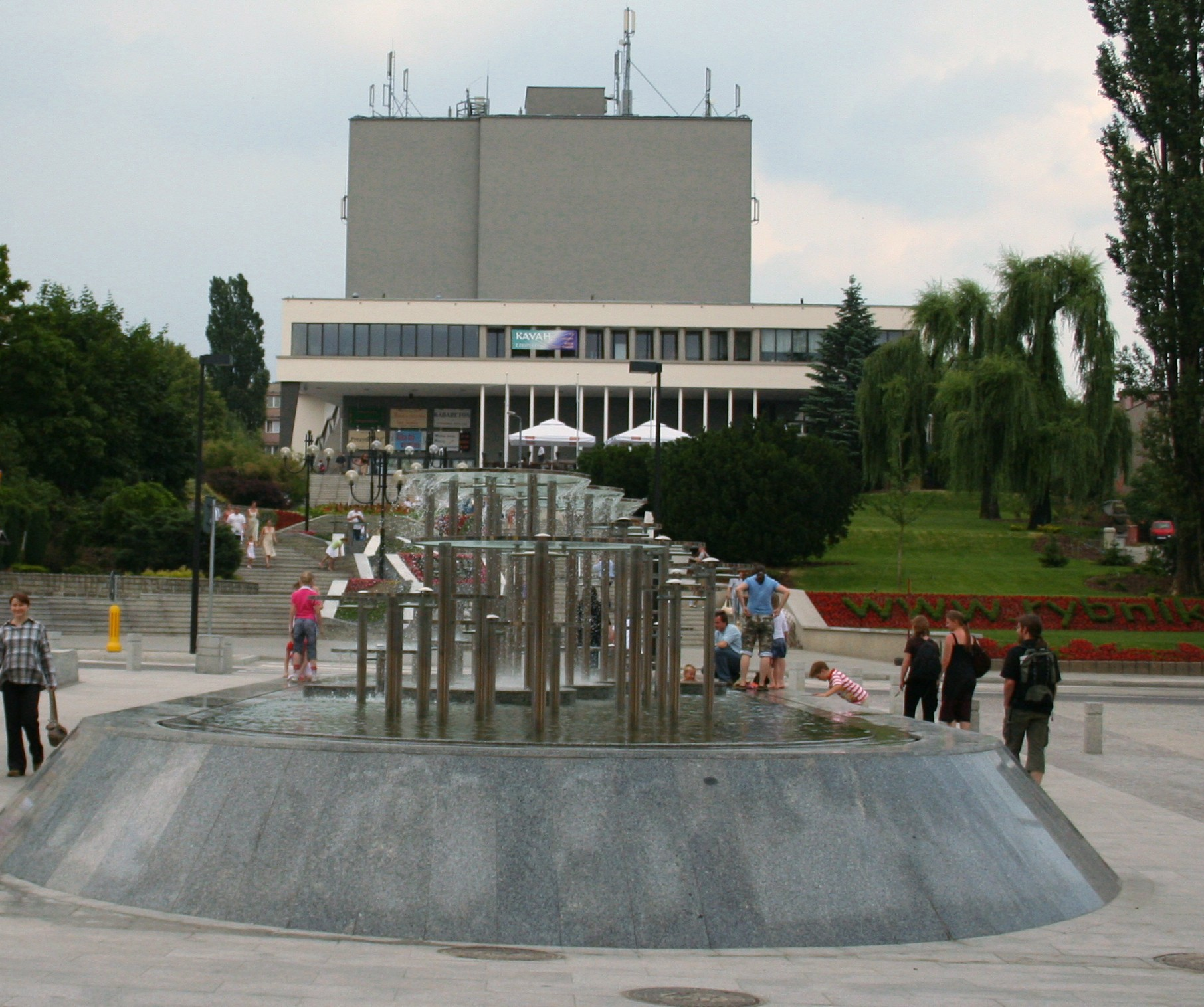
Fontanna na Placu Wolności
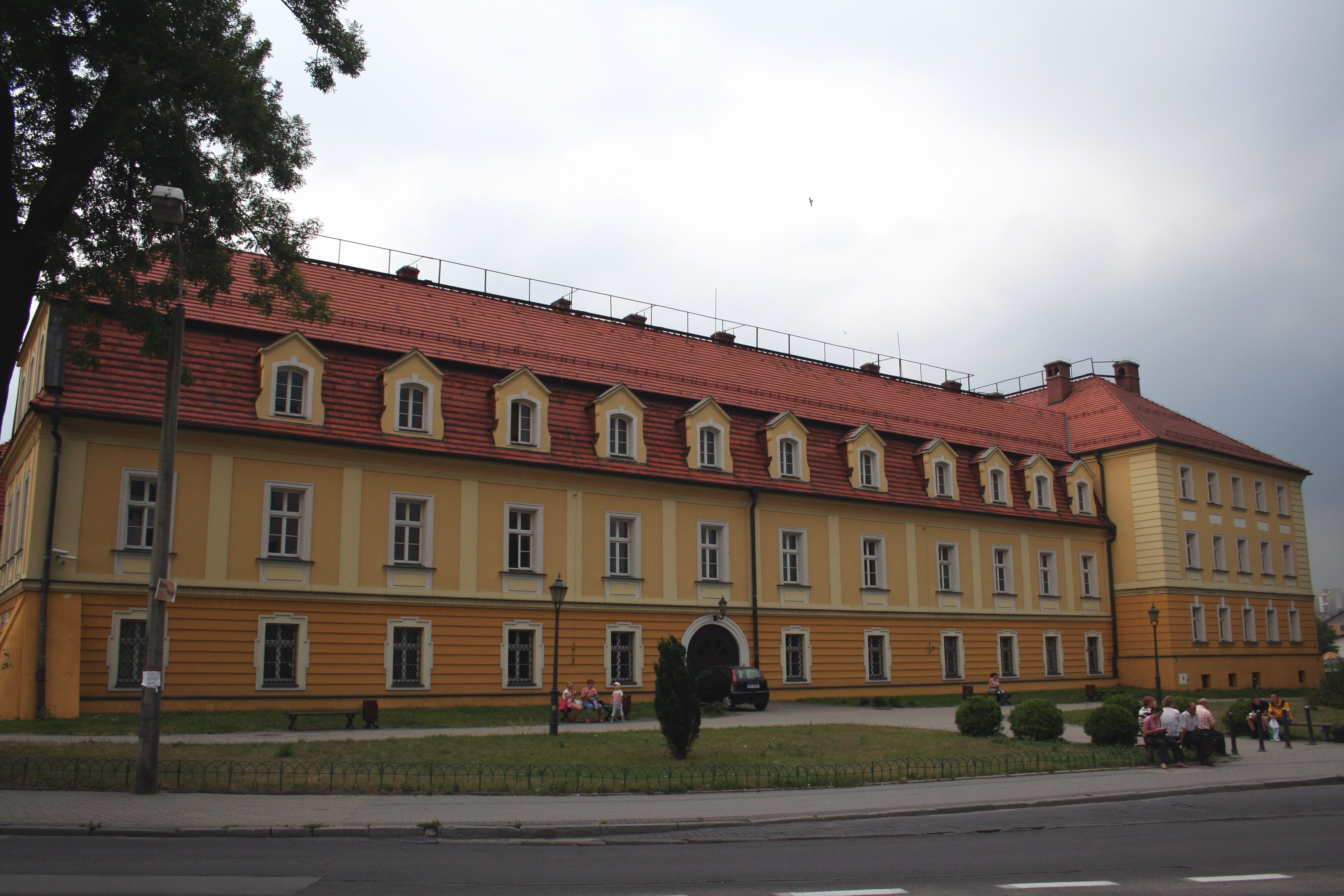
Sąd (były pałac)